# Кубок Франції з футболу 1923—1924
Кубок Франції з футболу 1923—1924 — 7-й розіграш турніру. Переможцем змагань вперше став марсельський «Олімпік». Змагання проводились у 9 раундів, участь у яких брали 325 команд.

## Чвертьфінали
| Переможці                    | Рахунок         | Переможені      |
| ---------------------------- | --------------- | --------------- |
| 24 лютого 1924               |                 |                 |
| Гавр                         | 2:1             | Олімпік (Париж) |
| Руан                         | 3:1             | Сент-Серван     |
| Ренн                         | 0:0, дискв. 0:3 | Сет             |
| Олімпік (Марсель)            | 2:2             | Стад Франсе     |
| Перегравання. 9 березня 1924 |                 |                 |
| Олімпік (Марсель)            | 3:2             | Стад Франсе     |

## Півфінали
| Переможці                         | Рахунок | Переможені |
| --------------------------------- | ------- | ---------- |
| 16 березня 1924                   |         |            |
| Сет                               | 1:1     | Гавр       |
| Олімпік (Марсель)                 | 3:1     | Руан       |
| Перегравання. 30 березня 1924     |         |            |
| Сет                               | 1:1     | Гавр       |
| Друге перегравання. 6 квітня 1924 |         |            |
| Сет                               | 2:0     | Гавр       |

## Фінал
| 14 квітня 1924 |

| «Олімпік» (Марсель)  | 3 — 2 | «Сет»                      |
| -------------------- | ----- | -------------------------- |
| 3', 101' Крю 42' Боє |       | 15' Казаль 67' (аг.) Торта |

| "Першинг", Париж Глядачів: 20 000 Арбітр: Луї Форго |

| Олімпік      |                    |
|              |                    |
| ВР           | Поль де Руймбеке   |
| ЗХ           | Жозеф Жак'є        |
| ЗХ           | Поль Сет           |
| ПЗ           | Рауль Блан         |
| ПЗ           | Жан Кабасу         |
| ПЗ           | Аполлон Торта      |
| НП           | Адольф Мішель      |
| НП           | Жан Боє (к)        |
| НП           | Луї Субріні        |
| НП           | Едуар Крю          |
| НП           | Дуглас де Руймбеке |
| Тренер:      |                    |
| Андре Гаскар |                    |

| Сет           |                   |
|               |                   |
| ВР            | Лоран Енрік       |
| ЗХ            | Ернест Грав'є     |
| ЗХ            | Вільям Г'юїт      |
| ПЗ            | Антуан Парачіні   |
| ПЗ            | Марсель Домерг    |
| ПЗ            | Альбер Журда      |
| НП            | Вільям Корнеліус  |
| НП            | Луї Казаль        |
| НП            | Жан Кабальєро     |
| НП            | Марсель Дангле    |
| НП            | Віктор Гібсон (к) |
| Тренер:       |                   |
| Віктор Гібсон |                   |